# Acropimpla benguetica
Acropimpla benguetica là một loài tò vò trong họ Ichneumonidae.